# Ozognathus cornutus
Ozognathus cornutus é uma espécie de insetos coleópteros polífagos pertencente à família Anobiidae.
A autoridade científica da espécie é LeConte, tendo sido descrita no ano de 1859.
Trata-se de uma espécie presente no território português.